# Tagea Brandt
Tagea Brandt (de cognom de soltera Rovsing) (Copenhaguen, 1847 - Odense, 1882) fou una feminista danesa. El Tagea Brandt Rejselegat s'anomena així en honor seu.

## Biografia
Naix a Copenhaguen el 17 de març del 1847, filla de l'educador, director i polític Kristen Rovsing (1812-1889) i de la feminista i activista pels drets de les dones Marie Rovsing (1814-1888). Assistí a l'escola progressista de xiquetes Døtreskolen af 1791, i també estudià francés a París el 1861. Sa mare pertanyia a la generació pionera del moviment de dones danés del feminisme de la primera onada, i fou una de les primeres integrants del Dansk Kvindesamfund (DK), que es fundà al 1871. Tant ella com la seva germana Esther foren introduïdes per la seua mare en l'activisme del moviment de dones de DK. Fou membre de la junta i secretària de DK i Kvindelig Læseforening ('Club de lectura de dones') des del 1877 fins al 1880. Brandt era coneguda per la seua ment clara i el seu optimisme.
El 1880, renuncià a les seues assignacions dins del moviment de dones per contraure matrimoni a l'any següent amb l'industrial danés Vilhelm Brand.
Va morir a Odense el 1882, un any després de casar-se, per una malaltia de la sang. El seu vidu creà un premi en honor seu i per honorar els seus interessos en els drets de les dones.

## Beca
La beca Tagea Brandt Rejselegat (beca de viatge) és un premi danés que s'atorga cada any el 17 de març a dones que han realitzat una contribució significativa a la ciència, la literatura o l'art. Fou creat pel seu espòs, Vilhelm Brandt, el 1905.